# 安卫铁路
安卫铁路，又名卫安铁路，位于湖北省，东起京广线卫家店站，西至汉丹线安陆站，长32.9km，为京广线与汉丹线的联络线，现已废弃并撤除轨道，然截至2020年末，武汉局集团仍将本线路列入管内线路表及线路示意图中。

## 线路
单线支线。孝感市境内长20.6km；安陆市境内长12.3km。沿途设花西8.410km、林徐14.421km、莲棚。隶属孝感车务段。

## 历史
1969年11月22日经国务院批准。1969年12月9日开工。1970年3月30日建成。1973-1986年开通客运。
1987年12月25日晚上10时56分，郑州铁路局江岸机务段的东风4型0143号机车牵引1959次货物列车进入安卫铁路林徐站停车后，副司机汤志勇用检验锤打伤添乘的运转车间副主任李高众、学员郭汉生，及车站助理值班员王建国，自行摘开机车与车辆联挂的车钩，驾驶机车闯过显示红灯的出站信号机进入正线区间，高速行驶至安陆站外与停留在站外的1969次货物列车尾部相撞后起火，构成列车冲突重大事故。事故造成汤志勇及1969次列车运转车长当场死亡，机车报废1台，守车报废1辆，货车报废2辆、大破2辆、中小破各2辆，中断行车18小时24分，直接经济损失156余万元人民币。